# Perissocytheridea excavata
Perissocytheridea excavata är en kräftdjursart som beskrevs av Joseph Swain 1955. Perissocytheridea excavata ingår i släktet Perissocytheridea och familjen Cytheridae. Inga underarter finns listade i Catalogue of Life.